# Полонь
Поло́нь (бел. Пало́нь) — деревня в Люсинском сельсовете Ганцевичского района Брестской области Белоруссии.

## Общие сведения
Расположена в 12 км севернее города Ганцевичи.
Население — 98 человек.
Во время Великой Отечественной войны, в период с 30 июня 1941 года по июль 1944 года находилась в немецкой оккупации.